# American National Rugby League
American National Rugby League (ou AMNRL) est la compétition majeure de rugby à XIII aux États-Unis.
Ce championnat regroupe des équipes amatrices et/ou semi-professionnelles. Il y a actuellement onze équipes situées sur la côte nord ouest. Cette compétition a été créée en 1998. Durant sa première saison, elle regroupait que 4 équipes, puis petit à petit, d'autres s'ajoutèrent pour arriver à 11 aujourd'hui. La dernière équipe à avoir intégré ce championnat est Boston 13s RLFC en 2009. Le président de l'AMNRL est l'ancien joueur David Niu.

## Les équipes de l'édition 2010
| Équipe                  | Localisation                      |
| Aston DSC Bulls         | Comté de Delaware (Pennsylvanie)  |
| Boston 13s RLFC         | Boston                            |
| Connecticut Wildcats    | Norwalk (Connecticut)             |
| Fairfax Eagles          | Falls Church                      |
| Jacksonville Axemen     | Jacksonville                      |
| New Haven Warriors      | New Haven                         |
| New York Knights RLFC   | New York                          |
| Northern Raiders        | Comté d'Essex (New York)          |
| Philadelphia Fight      | Philadelphie                      |
| Pittsburgh Vipers       | Pittsburgh                        |
| Washington D.C. Slayers | Washington (district de Columbia) |

## Palmarès
| Saison | Champion             |
| 2010   | Jacksonville Axemen  |
| 2009   | New York Knights     |
| 2008   | New Haven Warriors   |
| 2007   | Connecticut Wildcats |
| 2006   | Connecticut Wildcats |
| 2005   | Glen Mills Bulls     |
| 2004   | Glen Mills Bulls     |
| 2003   | Connecticut Wildcats |
| 2002   | New York Knights     |
| 2001   | Glen Mills Bulls     |
| 2000   | Glen Mills Bulls     |
| 1999   | Glen Mills Bulls     |
| 1998   | Glen Mills Bulls     |